# Eutropia da Lentini
Santa Eutropia da Lentini (Lentini, ... – Lentini, 260) è stata una nobile matrona della città di Lentini, madre di Eutralia da Lentini.È venerata come Santa dalla Chiesa Cattolica e da quella Ortodossa.

## Agiografia
Eutropia era una nobile matrona vedova, residente a Lentini con i suoi due figli, Serviliano ed Eutralia. Profondamente colpita dai racconti delle guarigioni miracolose attribuite ai Santi Alfio, Filadelfo e Cirino, un giorno si recò al sepolcro dei martiri per chiedere la propria guarigione. Da tempo, infatti, soffriva di perdite di sangue, simili a quelle della figura evangelica dell’emorroissa. Inginocchiata in lacrime presso la tomba, pregò Dio, poi si addormentò e in sogno ebbe una visione: i santi Alfio, Filadelfo e Cirino le apparvero in tutto il loro splendore e le annunciarono che sarebbe stata completamente guarita, a patto di ricevere il Battesimo. Al suo risveglio, Eutropia raccontò la visione alla figlia, e insieme decisero di chiedere il Battesimo. Subito dopo, Eutropia fu miracolosamente guarita dalla malattia. Da quel momento, profondamente grata, si avvicinò sempre più alla fede cristiana e fu fonte d’ispirazione per altri. Tra questi, si ricorda la guarigione di Samuele, un rabbino ebreo affetto da lebbra, che Eutropia accompagnò al sepolcro dei Santi, dove anche lui ottenne la guarigione.